# Zilvervliesrijst
Zilvervliesrijst is volkorenrijst. Het heeft een milde, nootachtige smaak en is taaier en voedzamer dan witte rijst, maar bederft sneller omdat de zemelen en de kiem — die bij de productie van witte rijst verwijderd worden — bederfelijke vetten bevatten. Elke rijstsoort kan als zilvervliesrijst gegeten worden.

## Vergelijking met witte rijst
Zilvervliesrijst en witte rijst bevatten evenveel calorieën en koolhydraten. Het grootste verschil tussen de twee vormen ligt in de productie ervan en in de voedingswaarde.
Als alleen het buitenste laagje van een rijstkorrel verwijderd wordt (de schil), ontstaat er zilvervliesrijst. Om witte rijst te maken worden ook de volgende lagen, de vezellaag en de kiem verwijderd. Zo blijft slechts het zetmeelrijke endosperm of kiemwit over.
Verscheidene vitamines en mineralen gaan verloren bij dit verwijderen en het opvolgende polijsten van de rijst. Een gedeelte van de ontbrekende voedingsstoffen, zoals vitamine B1, B3 en ijzer worden soms toegevoegd na het polijsten om het "verrijkte" rijst te maken.
Ter illustratie: 100 gram gekookte langkorrelzilvervliesrijst bevat 43 mg magnesium terwijl eenzelfde hoeveelheid witte rijst 9,7 mg bevat.
Bij het verwijderen van de vezellaag wordt ook de rijstolie verwijderd. Rijstolie kan het cholesterolgehalte verlagen.
Verder raken er nog voedingsvezels en een kleine hoeveelheid vetzuren verloren bij het proces.

## Bereiding
Een hogere voedingswaarde kan worden bereikt door gewassen zilvervliesrijst 20 uur lang in warm water van 34 °C te laten weken. Dit stimuleert kieming, waardoor verscheidene enzymen geactiveerd worden, waardoor een completer spectrum aminozuren ontstaat, met onder meer GABA.

## Opslag
Zilvervliesrijst kan ongeveer 6 maanden bewaard worden, maar luchtdicht verpakken, koelen of invriezen kan de houdbaarheid aanzienlijk verlengen. Invriezen, zelfs af en toe, kan ook contaminatie door de Indische meelmot tegengaan.